# Motalaskandalen
Motalaskandalen var en svensk politisk skandal som uppdagades hösten 1995 och rörde högt uppsatta Motala-politikers konsumtion av resor, dyra middagar, alkohol samt shoppingresor för skattepengar.

## Förlopp

### Bakgrund
Hösten 1995 avslöjades det i media att den socialdemokratiska politikern Mona Sahlin konsumerat varor för privat bruk med statens kontokort. I oktober 1995 berättades detaljer i Motala Tidning om kommunfullmäktiges ordförande Sölve Conradssons (S), och några andra politikers kostsamma dagliga lunchvanor på Motala stadshotell. Samtidigt rapporterades det om att politikertoppen i Motala övervägde en mjölkfri dag i veckan för de kommunala skolorna och daghemmen för att spara pengar.
Efter en inbjudan till en "Smokingmiddag" bestämde sig den på Motala Tidning då nyanställda journalisten Britt-Marie Citron för att själv undersöka om kontokortsaffärer likt den rörande Mona Sahlins privatkonsumtion kan ha skett inom Motala kommun. Då inbjudningskortet hade en bild av kommunvapnet frågades Conradsson, som bjudit in till festen, ut om festen hade med kommunen att göra. Han ska då ha svarat med "Självklart, det är en middag för att främja kommunens kontakter med det lokala näringslivet".
Citron, som kom att få hjälp av en privat revisor, gick till kommunhuset och begärde ut kvitton och kontohistorik rörande detta.

### Avslöjande
I november 1995 började artiklar som handlade om skandalen att publiceras i Motala Tidning. Utdrag visade att över en halv miljon kronor spenderats på stadshotellet under de tio senaste månaderna, och att bilar hyrts för skattepengar, allt för privat bruk. Större reaktioner uteblev till att börja med, men kom så småningom i december. Man upptäckte att Motalaföretag i samverkan (MFS), ekonomiföreningen som under åren bokfört politikernas krogbesök och utgifter, tagit emot en summa på en miljon från kommunen. Kontokortsnotor avslöjade då bland annat en resa till Berlin som ägt rum juni samma år där politikerna och deras fruar åkte, och som kostat skattebetalare 105 104 kronor. Man fann även ekonomiska uppgifter om en shoppingresa till Göteborg i april där kläder, mat och logi för över 30 000 kronor konsumerades. Bland annat köptes en ny kostym för 10 000 kronor. Enligt kontokortsnotorna som bifogats hade klädkonsumtionen falskt förklarats med fördärvade skor och kostymer under en incident med tjära när man vid ett tillfälle i Göteborg hämtade utställningsmontrar.
Hälften av kostnaderna under en revisionsmiddag ska även ha gått till sprit och viner, även om kommunen haft förbud mot representation med alkohol.
Resor hade även gjorts till bland annat Nice, Teneriffa och Portugal, där inte bara politikerna, utan även deras fruar och andra anhöriga åkte med.

### Eftermäle
Kommunfullmäktiges ordförande och näringslivskonsulenten Sölve Conradsson (S) var tvungen att avgå i december 1995 och åtalades i maj 1996 för grov trolöshet mot huvudman. Han dömdes senare till ett och ett halvt års fängelse av Motala tingsrätt. Han skulle även betala 600 000 kronor i skadestånd till kommunen, samt 187 000 kronor ihop med de andra berörda politikerna. Efter att ha överklagat till Göta hovrätt och nytt åtal prövats dömdes Conradsson till ytterligare sex månader i fängelse, samt närmare en miljon kronor i skadestånd.
Kommunalrådet Håkan Carlsson (S) dömdes till fyra månaders fängelse för trolöshet mot huvudman. Två andra politiker, en socialdemokrat och en folkpartist, dömdes till villkorlig dom och dagsböter. En annan socialdemokratisk politiker dömdes till dagsböter, men frikändes på en åtalspunkt. En ytterligare person dömdes till villkorlig dom och dagsböter, men frikändes på två åtalspunkter.
Två personer frikändes helt, en politiker från Centerpartiet, samt en restaurangägare.
Britt-Marie Citron fick Stora Journalistpriset 1996 för sitt avslöjande och sina artiklar, och gav 1999 ut boken Sölve och Co. där hon berättar hela historien.